# Bovichtus psychrolutes
Bovichtus psychrolutes är en fiskart som beskrevs av Günther, 1860. Bovichtus psychrolutes ingår i släktet Bovichtus och familjen Bovichtidae. Inga underarter finns listade.